# Fatih Kara
Fatih Kara (* 12. September 1987 in Bakırköy) ist ein türkischer Fußballspieler.

## Karriere
Fatih Kara begann mit dem Vereinsfußball in der Jugend von Beşiktaş Istanbul. Nachdem er hier zwei Spielzeiten aktiv gewesen war, spielte er der Reihe nach für die Jugendmannschaften von Kasımpaşa Istanbul und Karadeniz SK. Im Februar 2007 erhielt er beim damaligen Drittligisten İnegölspor einen Profivertrag und machte bis zum Saisonende drei Spiele. Am Saisonende trennte er sich von diesem Verein und wechselte in die TFF 3. Lig zu Beylerbeyi SK. Nachdem er hier eine Spielzeit aktiv gewesen war, spielte er die nächsten Spielzeiten bei Eyüpspor und Balıkesirspor.
Zur Saison 2011/12 wechselte zum Zweitligisten Akhisar Belediyespor. Hier erreichte man völlig überraschend die Meisterschaft der TFF 1. Lig und damit den direkten Aufstieg in die Süper Lig. Zum Saisonende löste er nach gegenseitigem Einvernehmen seinen laufenden Vertrag auf und trennte sich von Akhisar Belediyespor.
Zur neuen Saison wechselte er zum Drittligisten Tarsus İdman Yurdu. Nach dieser Saison wechselte er zum TFF 1. Lig-Aufsteiger Fethiyespor. Im Sommer 2013 verließ diesen Verein und ging zum Drittligisten Polatlı Bugsaşspor.

## Erfolge
- Mit Akhisar Belediyespor:
  - 2011/12 Meisterschaft der TFF 1. Lig
  - 2011/12 Aufstieg in die Süper Lig